# BA-22
BA-22 (ros. БА-22) – radziecki wóz ewakuacji medycznej skonstruowany pod koniec lat 30. Powstała tylko seria prototypowa tych wozów używanych w początkowym okresie II wojny światowej.

## Historia
W 1939 roku w fabryce Iżorskiej powstał prototyp wozu ewakuacji medycznej. Był to kolejny sowiecki pojazd pancerny oparty na podwoziu ciężarówki GAZ-AAA. Pojazd napędzany był silnikiem GAZ-AA. Był to czterocylindrowy silnik gaźnikowy o pojemności skokowej 3485 cm³ i mocy 40 KM (30 kW). BA-22 był wyposażony w mechaniczną skrzynię biegów z czterema biegami do przodu i jednym wstecznym, oraz reduktor pozwalający podwoić liczbę biegów. Koła z oponami 6.50-20, na tylnych osiach podwójne, na przedniej pojedyncze.
Na podwoziu osadzony był pancerny kadłub. Wykonywano go z walcowanych i tłoczonych płyt ze stali pancernej. Wszystkie płyty były łączone ze sobą spawami, pancerz miał grubość 6 mm. Przednia część kadłuba pełniła funkcję pancernej osłony silnika, dalej znajdowała się pancerna kabina mieszcząca kierowcę i sanitariusza. Za kabiną kadłub mieścił przedział transportowy mogący pomieścić do 10 rannych.
BA-22 z uwagi na dużą masę i brak napędu na wszystkie koła miał niewielkie możliwości poruszania się po bezdrożach. Także prędkość maksymalna i przyspieszenia podczas jazdy po drogach utwardzonych były niskie. Słabe właściwości trakcyjne były prawdopodobnie przyczyną rezygnacji z wykorzystania BA-22 w roli transportera opancerzonego.
Wyprodukowano tylko krótką serię prototypową BA-22. Wozy te były używane w początkowym okresie wojny. Ostatnie znane zdjęcia BA-22 pochodzą z okresu bitwy stalingradzkiej. Wojny nie przetrwał żaden egzemplarz pojazdu.